# Ruhr Open
Die Ruhr Open waren ein Mitte der 2010er-Jahre dreimal ausgetragenes Snookerturnier, das als Teil der Players Tour Championship den Status eines Minor-ranking-Turnieres innehatte. Das Turnier wurde bei allen drei Ausgaben, die zwischen 2013 und 2015 stattfanden, in der RWE Sporthalle in Mülheim an der Ruhr im deutschen Bundesland Nordrhein-Westfalen ausgetragen. Rekordsieger des Turnieres sind mangels zweifacher Titelträger die Sieger der jeweiligen Ausgaben, genauer gesagt der Nordire Mark Allen und die Engländer Shaun Murphy und Rory McLeod. Murphy spielte bei seinem Sieg 2014 auch ein Maximum Break, das höchste Break der Turniergeschichte.

## Geschichte
Die erste Ausgabe der Ruhr Open fand Anfang Oktober 2013 in der RWE Sporthalle in Mülheim an der Ruhr als fünftes Event der European Tour statt, einer Teilserie der Players Tour Championship. Im Preisgeldtopf befanden sich insgesamt 125.000 €, allein ein Fünftel entfiel auf den Sieger. An dem sponsorlosen Turnier nahmen insgesamt 185 Spieler inklusive zahlreicher Amateure teil. Letztere mussten sich über eine vorangestellte Amateur-Qualifikation für die Hauptrunde qualifizieren. Der Nordire Mark Allen und der Chinese Ding Junhui erreichten schließlich das Finale, in dem sich Allen mit 4:1 durchsetzen konnte. Mit Gerard Greene und dessen 144er-Break spielte ein weiterer Nordire das höchste Break der Ausgabe.
Die zweite Ausgabe fand im November 2014 am selben Ort wie im Vorjahr und war dabei das vierte Event der European Tour 2014/15. Das von der Kreativ Dental Clinic gesponserte Turnier hatte erneut ein Preisgeld von 125.000 £, von denen mit 25.000 £ erneut ein Fünftel auf den Sieger entfiel. Von den 190 Teilnehmern erreichten mit Ex-Weltmeister Shaun Murphy und Robert Milkins zwei Engländer das Finale, in dem Murphy Milkins mit 4:0 besiegte. Zuvor hatte Murphy mit einem Maximum Break das höchste Break des Turnieres gespielt.
Anfang Oktober 2015 fand erneut am selben Ort die dritte Ausgabe der Ruhr Open statt, die diesmal vom Unternehmen 188Bet gesponsert wurde und das dritte Event der European Tour 2015/16 war. Dabei blieben die Preisgelder denen des Vorjahres identisch. Mit 239 Teilnehmern wurde jedoch die Vorjahreszahl deutlich übertroffen. Mit dem Engländer Rory McLeod und dem Chinesen Tian Pengfei erreichten zwei Spieler, die nicht zur Weltspitze gehörten, das Endspiel, in dem McLeod mit 4:2 seinen einzigen Titel bei einem Turnier mit Weltranglisteneinfluss gewann.

## Sieger
| Jahr                              | Austragungsort                    | Sieger                            | Ergebnis                          | Finalist                          | Sponsor                           | Saison                            |
| Ruhr Open – Minor-ranking-Turnier | Ruhr Open – Minor-ranking-Turnier | Ruhr Open – Minor-ranking-Turnier | Ruhr Open – Minor-ranking-Turnier | Ruhr Open – Minor-ranking-Turnier | Ruhr Open – Minor-ranking-Turnier | Ruhr Open – Minor-ranking-Turnier |
| --------------------------------- | --------------------------------- | --------------------------------- | --------------------------------- | --------------------------------- | --------------------------------- | --------------------------------- |
| 2013                              | Mülheim – RWE Sporthalle          | Mark Allen                        | 4:1                               | Ding Junhui                       | –                                 | 2013/14                           |
| 2014                              | Mülheim – RWE Sporthalle          | Shaun Murphy                      | 4:0                               | Robert Milkins                    | Kreativ Dental                    | 2014/15                           |
| 2015                              | Mülheim – RWE Sporthalle          | Rory McLeod                       | 4:2                               | Tian Pengfei                      | 188BET                            | 2015/16                           |